# Franklin Richards
Franklin Richards est un super-héros évoluant dans l'univers Marvel de la maison d'édition Marvel Comics. Créé par le scénariste Stan Lee et le dessinateur Jack Kirby, le personnage de fiction apparaît pour la première fois dans le comic book Fantastic Four Annual #6 en novembre 1968.
Fils de Reed Richards (Mr Fantastique), le leader des Quatre Fantastiques et de Jane Storm (la Femme Invisible), Franklin est généralement représenté comme un jeune enfant avec un super-héritage en herbe, bien qu'inexpérimenté. C'est (à l'origine) un mutant au-delà du niveau Omega avec de vastes pouvoirs de manipulation de la réalité et psioniques.

## Biographie du personnage

### Origines
Du fait des super-pouvoirs de ses parents, la naissance de Franklin Richards est rendue compliquée mais, grâce au Bâton de contrôle cosmique d'Annihilus, Reed Richards parvient à stabiliser le sang de sa femme Jane pour permettre la naissance de leur fils. Le bébé est baptisé Franklin en mémoire de son grand-père maternel, Franklin Storm, et Benjamin d'après le prénom de son parrain, Ben Grimm alias la Chose.
Après sa naissance, Franklin semble être un bébé tout à fait normal, mais sa gouvernante Agatha Harkness apprend rapidement à ses parents que, à cause de leur ADN irradié, le bébé s'avère être un mutant extrêmement puissant.
Annihilus, qui tient le jeune enfant pour responsable de la diminution de ses pouvoirs, tente de transférer l'énergie de Franklin en lui. Les Quatre Fantastiques essaient de stopper ce transfert, mais les pouvoirs latents de Franklin se réveillent et l'énergie psychique libérée menace la planète entière. Pour sauver la Terre, Reed est contraint de plonger son fils dans le coma.
Quelques mois plus tard, Franklin se réveille et neutralise le robot Ultron qui voulait attaquer les Quatre Fantastiques pendant le mariage de Vif-Argent et de Crystal. Peu après, Reed construit le robot H.E.R.B.I.E. qui doit aider son fils à contrôler ses pouvoirs. Quand ceux-ci se manifestent à nouveau, Franklin vieillit prématurément et, sous l'apparence d'Avatar, combat ses parents. Sa mère parvient à ranimer son identité et Franklin reprend sa forme d'enfant.
Pendant son passage à l'âge adulte, Franklin a élevé des barrières mentales l'empêchant d'accéder à ses pouvoirs, mais ceux-ci restent présents dans son subconscient. Il se fabrique un « moi rêvé » qui est une forme astrale lui permettant de se déplacer pendant son sommeil. Il rencontre ainsi les membres de Puissance 4, des enfants de son âge dotés également de super-pouvoirs. Ses parents encouragent cette amitié.

### Parcours
Par la suite, Franklin ainsi que toute sa famille est capturé par le démon Méphisto qui cherche à s'emparer de leurs âmes. Redoutant la puissance de Franklin, Méphisto plonge celui-ci dans le coma. Réveillé par le Docteur Strange, Franklin utilise ses pouvoirs pour détruire Méphisto, les barrières mentales qu'il avait érigées dans son subconscient n'existant pas dans la dimension de Méphisto où ils avaient été transportés.
Pour garder ses pouvoirs sous contrôle, son grand-père Nathaniel Richards l'enlève et l'emmène chez Kargul dans la dimension d'Autre Temps. Il y est élevé à côté de Huntara et devient Psi-Lord. Revenu dans le passé pour aider sa famille, il fonde la Fantastic Force. Il redevient un enfant lorsque son identité de Psi-Lord est effacée de la réalité par Hyperstorm.
Manipulé par Onslaught qui veut conquérir la Terre, les pouvoirs de Franklin redeviennent dangereux. La tentative des Quatre Fantastiques et des Vengeurs pour détruire Onslaught aboutit à leur mort. Mais, en réalité, ceux-ci ont été déplacés par Franklin sur la dimension de la Contre-Terre qu'il a créée. Bientôt, les Célestes lui imposent de choisir entre l'existence de la Terre et de la Contre-Terre. Avec l'aide de la Céleste Ashema, Franklin parvient à épargner les deux mondes et retrouve sa famille. Il aide ensuite les Quatre Fantastiques à lutter contre Abraxas, utilisant ses pouvoirs pour ressusciter Galactus et lui faire abattre Abraxas.
Plus tard, le Docteur Fatalis le livre aux démons Haazareth qui le torturent dans leur dimension de l'enfer. Traumatisé par cette expérience, c'est grâce à la Chose, à qui il porte une grande affection, que Franklin parvient à sortir de son isolement.
À la fin de l’arc narratif Secret Wars, Franklin part avec ses parents et sa sœur Valeria pour réparer le multivers. On ne les reverra plus pendant un certain temps.
Quelque temps après le retour de toute sa famille sur la Terre-616, les extraterrestres Cotati (en) envahissent la Terre, décidés à y éradiquer toute vie animale. Avec l’aide de sa sœur Valeria, de Spider-Man et de Wolverine, Franklin protège deux jeunes guerriers, un garçon Kree et une fille Skrull, car ceux-ci sont les éléments d’une arme qui pourrait détruire la jeune et fragile alliance Kree/Skrull. Grâce aux héros, cette arme sera sans effet et l’invasion échouera.

### Dawn of X
Dans Dawn of X, depuis que l'île de Krakoa est devenu un refuge pour tous les mutants de l'univers Marvel, accessible uniquement à ceux qui portent le « gène X », une invitation a été faite à Franklin pour aller vivre sur Krakoa. Cependant, ses parents ont décidé qu'il valait mieux qu'il reste avec eux. Mais quand le Professeur Xavier note que les pouvoirs de Franklin s'épuisent, il décide que c'est le bon moment pour l'emmener là-bas. Ainsi, Xavier et Magnéto concoctent un plan pour amener Franklin à Krakoa en utilisant sa relation avec Kitty Pryde, en partant du principe qu'ils aideraient Franklin à récupérer toute l'étendue de ses pouvoirs ou à discerner si ce qui arrive au jeune garçon pourrait émerger également chez d'autres mutants.
Plus tard, lors de la confrontation des Quatre Fantastiques contre l'extraterrestre imparable Cormorant, Franklin utilise les derniers restes de ses pouvoirs pour tenter d'arrêter l'ennemi, mais échoue. Après avoir perdu ses pouvoirs, Franklin tente de se rendre à Krakoa, seulement pour être interrompu par télépathie par Xavier, qui informe le jeune garçon de la découverte qu'il n'est pas vraiment un mutant, mais plutôt que son statut de mutant a été le résultat de son utilisation inconsciente de ses pouvoirs sur lui-même, pour modifier son anatomie au niveau cellulaire. Avec ses pouvoirs disparus, Franklin n'est plus un mutant et, par conséquent, Xavier déclare qu'il n'est plus le bienvenu à Krakoa.

## Pouvoirs et capacités
À l'origine, Franklin Richards était un mutant au-delà du niveau Omega, avec de vastes pouvoirs de manipulation de la réalité et psioniques. Il possédait notamment le pouvoir de « déformer la réalité », c'est-à-dire de faire avancer toute pensée ou désir, même à une échelle cosmique. Il était par ailleurs capable de réorganiser la structure moléculaire de la matière et a montré posséder de vastes pouvoirs psioniques, comme la télépathie, la télékinésie, l'émission de rafales d'énergie de force (force de concussion), la prémonition et la projection astrale.
Franklin a créé inconsciemment son propre univers de poche (en), englobant une réplique virtuelle de la Terre-616. En conséquence, plusieurs entités cosmiques, notamment Galactus, Éternité et Infinity (en), ainsi que l'Omniversal Guardian Roma (en) et l'Omniversal Majestrix Opal Luna Saturnyne (en) ont commencé à prendre conscience des dons énormes de Franklin, allant même jusqu'à le décrire comme « un être dont les Célestes sentaient qu'il était à égalité avec eux-mêmes ». Deux Célestes, Ashema the Listener et Nezarr the Calculator, furent chargés de récupérer Franklin pour l'évaluer en tant que nouveau membre de l'Armée Céleste, un groupe d'êtres reconnus comme des « dieux » par les Éternels et les Déviants.
Étant encore un enfant, les capacités de Franklin étaient amoindries, dans une certaine mesure, par son contrôle limité. En outre, il n'était pas clair de savoir quel niveau de puissance Franklin finirait par atteindre en tant qu'adulte, car plusieurs incarnations futures de Franklin provenant de réalités alternatives, ainsi que de l'univers Marvel traditionnel (Terre-616), ont montré que son niveau de puissance variait. Une manifestation alternative de Franklin sous forme adulte a été capable de détruire deux Célestes de la Terre-4280 pendant un combat physique ; au lendemain de leur défaite, l'immortalité de Franklin était fortement impliquée. Le même individu a également saisi le pouvoir de son être plus jeune pour ressusciter et transformer Galactus en son propre héraut personnel, après que le Dévoreur de Mondes ait été rendu inconscient dans une bataille contre une Armée de Célestes,.
Depuis l'épisode Dawn of X, il est avéré qu'il n'est pas un mutant et, ayant perdu ses pouvoirs, il n'est plus qu'un simple humain désormais.

## Versions alternatives

### Days of Future Past
Dans l'histoire alternative Days of Future Past (Futur antérieur en VF, 1981) de la série X-Men, il est révélé que, dans un futur possible (dans l'univers de la Terre-811), Franklin (connu sous le nom de « Scrapper ») serait l'amant de Rachel Summers. Il est cependant victime d'une mort prématurée causée par les Sentinelles Omega.
Dans des variantes de cette chronologie alternative, Franklin et Rachel donnent naissance au super-vilain quasi inarrêtable Hyperstorm, un mutant capable de tirer une énergie pratiquement illimitée de l'Hyperespace lui-même. Un autre enfant conçu par Franklin et Rachel (dans une réalité qui ne diverge que légèrement de celle la Terre-811) est connu sous le nom de Dream Summers (ou Dream Richards), une mutante qui, comme ses parents, fait preuve de pouvoirs de télépathie et d'empathie.
Le « moi-rêvé » de l'adulte décédé Franklin Richards de la Terre-811 (vu dans le crossover Days of Future Present de 1990) a puisé dans les pouvoirs de son jeune homologue de la Terre-616 et de Rachel Summers, augmentant ses propres capacités avec l'énergie presque infinie de la Force Phoenix.

### Fantastic Four: Annual 1998
Dans Fantastic Four: Annual 1998, Franklin utilise ses pouvoirs pour créer à partir de son corps un portail vers la Zone négative dans le but d'y envoyer le super-vilain Blastaar. Dans cette univers, les super-héros ont été créés avant ceux de notre univers, et Franklin est donc un jeune adulte. Il se fait appeler Zéro Man.

### Earth X
Dans Earth X, Franklin utilise ses pouvoirs pour prendre la forme et le rôle de Galactus et ainsi rétablir l'équilibre cosmique.

## Apparitions dans d'autres médias

### Télévision
- Franklin Richards (aux côtés des membres de Puissance 4) fait une apparition dans un épisode de The Super Hero Squad Show (épisode « Support Your Local Sky-Father! ») dans lequel Thor ouvre une aire de jeux. Franklin y apparaît avec un T-shirt bleu marqué d'un « 4 ».

### Jeux vidéo
- Dans Marvel: Ultimate Alliance, Franklin est brièvement mentionné en parlant à la Femme invisible dans le Hall of Warriors au niveau Asgard.
- Dans la suite du jeu, Marvel: Ultimate Alliance 2, Franklin est vu dormir aux côtés de sa sœur Valeria. Il est confié à son père Red Richards lorsque sa mère part rejoindre la faction anti-enregistrement.